# Quatrième circonscription de l'Isère
La quatrième circonscription de l'Isère est l'une des 10 circonscriptions législatives françaises que compte le département de l'Isère (38) situé en région Rhône-Alpes.

## Description géographique et démographique

### De 1958 à 1986
Le département avait sept circonscriptions.
La quatrième circonscription de l'Isère était composée de :
- canton de Grenoble-Nord
- canton de Pont-en-Royans
- canton de Rives
- canton de Saint-Marcellin
- canton de Tullins
- canton de Vinay
- canton de Voiron

Source : Journal Officiel du 14-15 Octobre 1958.

### Depuis 1988
La quatrième circonscription de l'Isère est délimitée par le découpage électoral de la loi no 86-1197 du 24 novembre 1986
, elle regroupe les divisions administratives suivantes : 
- Canton du Bourg-d'Oisans
- Canton de Clelles
- Canton de Corps
- Canton de Fontaine-Seyssinet
- Canton de Mens
- Canton de Monestier-de-Clermont
- Canton de La Mure
- Canton de Valbonnais
- Canton de Vif
- Canton de Villard-de-Lans.

D'après le recensement général de la population en 1999, réalisé par l'Institut national de la statistique et des études économiques (INSEE), la population de cette circonscription est estimée à 109 071 habitants,.

## Historique des députations
| Législature | Début de mandat   | Fin de mandat     | Député                 | Parti politique | Observations |
| ----------- | ----------------- | ----------------- | ---------------------- | --------------- | --- |
| Ire         | 9 décembre 1958   | 9 octobre 1962    | Clément Bourne         | CNIP            | Mandat écourté à la suite d'une dissolution parlementaire décidée par Charles de Gaulle.                                                                       |
| IIe         | 6 décembre 1962   | 2 avril 1967      | Alban Fagot            | UNR-UDT         | |
| IIIe        | 3 avril 1967      | 5 mai 1967        | Raymond Tézier         | SFIO            | Décédé, son suppléant lui succède. Mandat écourté à la suite d'une dissolution parlementaire décidée par Charles de Gaulle.                                    |
| IIIe        | 6 mai 1967        | 30 mai 1968       | Paul Picard            | FGDS            | Décédé, son suppléant lui succède. Mandat écourté à la suite d'une dissolution parlementaire décidée par Charles de Gaulle.                                    |
| IVe         | 11 juillet 1968   | 1er avril 1973    | Alban Fagot            | UDR             | |
| Ve          | 2 avril 1973      | 2 avril 1978      | Jacques-Antoine Gau    | PS              | |
| VIe         | 3 avril 1978      | 22 mai 1981       | Jacques-Antoine Gau    | PS              | Mandat écourté à la suite d'une dissolution parlementaire décidée par François Mitterrand.                                                                     |
| VIIe        | 2 juillet 1981    | 10 septembre 1984 | Gisèle Halimi          | DVG             | En mission au-delà de six mois, remplacée par son suppléant à compter du 9 septembre 1981.                                                                     |
| VIIe        | 10 septembre 1984 | 1er avril 1986    | Maurice Rival          | PS              | En mission au-delà de six mois, remplacée par son suppléant à compter du 9 septembre 1981.                                                                     |
| VIIIe       | 2 avril 1986      | 14 mai 1988       | Aucun                  | Aucun           | Proportionnelle par département, pas de député par circonscription. Mandat écourté à la suite d'une dissolution parlementaire décidée par François Mitterrand. |
| IXe         | 23 juin 1988      | 1er avril 1993    | Didier Migaud          | PS              | |
| Xe          | 2 avril 1993      | 21 avril 1997     | Didier Migaud,         | PS,             | Mandat écourté à la suite d'une dissolution parlementaire décidée par Jacques Chirac.                                                                          |
| XIe         | 12 juin 1997      | 18 juin 2002      | Didier Migaud,         | PS,             | |
| XIIe        | 19 juin 2002      | 19 juin 2007      | Didier Migaud,         | PS,             | |
| XIIIe       | 20 juin 2007      | 1er mars 2010     | Didier Migaud          | PS              | Nommé à la Cour des Comptes par Nicolas Sarkozy au nom de l'ouverture, une élection partielle est organisée.                                                   |
| XIIIe       | 7 juin 2010       | 19 juin 2012      | Marie-Noëlle Battistel | PS              | Nommé à la Cour des Comptes par Nicolas Sarkozy au nom de l'ouverture, une élection partielle est organisée.                                                   |
| XIVe        | 20 juin 2012      | 20 juin 2017      | Marie-Noëlle Battistel | PS              | |
| XVe         | 21 juin 2017      | 21 juin 2022      | Marie-Noëlle Battistel | PS              | |
| XVIe        | 22 juin 2022      | 9 juin 2024       | Marie-Noëlle Battistel | PS              | Mandat écourté à la suite d'une dissolution parlementaire décidée par Emmanuel Macron.                                                                         |
| XVIIe       | 8 juillet 2024    | En cours          | Marie-Noëlle Battistel | PS              | |

## Historique des élections

### Élections de 1958
| Candidat       | Candidat              | Parti                     | Premier tour | Premier tour | Second tour | Second tour |  |
| Candidat       | Candidat              | Parti                     | Voix         | %            | Voix        | %           |  |
| -------------- | --------------------- | ------------------------- | ------------ | ------------ | ----------- | ----------- |  |
|                | Raymond Tézier        | SFIO                      | 8 396        | 24,7         | 12 396      | 34,76       |  |
|                | Clément Bourne élu    | CNIP                      | 7 451        | 21,92        | 17 404      | 48,81       |  |
|                | Raymond Perinetti     | PCF                       | 5 645        | 16,6         | 5 859       | 16,43       |  |
|                | Fréjus Michon         | MRP                       | 4 979        | 14,65        | Retrait     | Retrait     |  |
|                | Ferdinand Brun        | Radsoc                    | 2 899        | 8,53         | Retrait     | Retrait     |  |
|                | Alban Fagot           | Divers droite (Gaulliste) | 1 498        | 4,41         |             |             |  |
|                | Jean-Louis de Camaret | UFF                       | 1 286        | 3,78         |             |             |  |
|                | Gaston Guiboud-Ribaud | UNR                       | 1 243        | 3,66         |             |             |  |
|                | Jean Rafine           | CR                        | 599          | 1,76         |             |             |  |
|                |                       |                           |              |              |             |             |  |
| Inscrits       | Inscrits              | Inscrits                  | 49 238       | 100,00       | 49 237      | 100,00      |  |
| Abstentions    | Abstentions           | Abstentions               | 14 640       | 29,73        | 13 111      | 26,63       |  |
| Votants        | Votants               | Votants                   | 34 598       | 70,27        | 36 126      | 73,37       |  |
| Blancs et nuls | Blancs et nuls        | Blancs et nuls            | 602          | 1,74         | 467         | 1,29        |  |
| Exprimés       | Exprimés              | Exprimés                  | 33 996       | 98,26        | 35 659      | 98,71       |  |

Le suppléant de Clément Bourne était Élie Rousset, épicier en gros à Voiron.

### Élections de 1962
| Candidat       | Candidat               | Parti          | Premier tour | Premier tour | Second tour | Second tour |  |
| Candidat       | Candidat               | Parti          | Voix         | %            | Voix        | %           |  |
| -------------- | ---------------------- | -------------- | ------------ | ------------ | ----------- | ----------- |  |
|                | Alban Fagot élu        | UNR-UDT        | 9 762        | 33,64        | 14 528      | 44,78       |  |
|                | Clément Bourne sortant | CNIP           | 6 122        | 21,09        | 4 516       | 13,92       |  |
|                | Raymond Tézier         | SFIO           | 5 888        | 20,29        | 13 400      | 41,3        |  |
|                | Raymond Perinetti      | PCF            | 5 245        | 18,07        | Retrait     | Retrait     |  |
|                | Armand Mante           | PSU            | 2 005        | 6,91         | Retrait     | Retrait     |  |
|                |                        |                |              |              |             |             |  |
| Inscrits       | Inscrits               | Inscrits       | 50 119       | 100,00       | 50 141      | 100,00      |  |
| Abstentions    | Abstentions            | Abstentions    | 20 357       | 40,62        | 17 163      | 34,23       |  |
| Votants        | Votants                | Votants        | 29 762       | 59,38        | 32 978      | 65,77       |  |
| Blancs et nuls | Blancs et nuls         | Blancs et nuls | 740          | 2,49         | 534         | 1,62        |  |
| Exprimés       | Exprimés               | Exprimés       | 29 022       | 97,51        | 32 444      | 98,38       |  |

Le suppléant d'Alban Fagot était Victor Huillier, transporteur.

### Élections de 1967
| Candidat       | Candidat            | Parti          | Premier tour | Premier tour | Second tour | Second tour |  |
| Candidat       | Candidat            | Parti          | Voix         | %            | Voix        | %           |  |
| -------------- | ------------------- | -------------- | ------------ | ------------ | ----------- | ----------- |  |
|                | Alban Fagot sortant | UD-Ve          | 15 440       | 37,82        | 20 117      | 48,7        |  |
|                | Raymond Tézier élu  | FGDS (SFIO)    | 9 772        | 23,93        | 21 193      | 51,3        |  |
|                | Raymond Perinetti   | PCF            | 8 727        | 21,37        | Retrait     | Retrait     |  |
|                | Paul Bossan         | CD (PDM)       | 5 988        | 14,67        | Retrait     | Retrait     |  |
|                | Blaise Herrera      | Extrême droite | 902          | 2,21         |             |             |  |
|                |                     |                |              |              |             |             |  |
| Inscrits       | Inscrits            | Inscrits       | 54 878       | 100,00       | 54 878      | 100,00      |  |
| Abstentions    | Abstentions         | Abstentions    | 13 306       | 24,25        | 12 616      | 22,99       |  |
| Votants        | Votants             | Votants        | 41 572       | 75,75        | 42 262      | 77,01       |  |
| Blancs et nuls | Blancs et nuls      | Blancs et nuls | 743          | 1,79         | 952         | 2,25        |  |
| Exprimés       | Exprimés            | Exprimés       | 40 829       | 98,21        | 41 310      | 97,75       |  |

Le suppléant de Raymond Tézier était Paul Martinais, conseiller général, maire de Vinay.

### Élections de 1968
| Candidat       | Candidat            | Parti          | Premier tour | Premier tour | Second tour | Second tour |  |
| Candidat       | Candidat            | Parti          | Voix         | %            | Voix        | %           |  |
| -------------- | ------------------- | -------------- | ------------ | ------------ | ----------- | ----------- |  |
|                | Alban Fagot élu     | UDR (URP)      | 19 043       | 45,91        | 23 150      | 56,32       |  |
|                | Paul Picard sortant | FGDS (CIR)     | 7 963        | 19,2         | 17 954      | 43,68       |  |
|                | Raymond Perinetti   | PCF            | 7 380        | 17,79        | Retrait     | Retrait     |  |
|                | A. de Galbert       | CD (PDM)       | 4 865        | 11,73        |             |             |  |
|                | Pierre Bariol       | PSU            | 2 224        | 5,36         |             |             |  |
|                |                     |                |              |              |             |             |  |
| Inscrits       | Inscrits            | Inscrits       | 55 038       | 100,00       | 55 040      | 100,00      |  |
| Abstentions    | Abstentions         | Abstentions    | 13 073       | 23,75        | 13 144      | 23,88       |  |
| Votants        | Votants             | Votants        | 41 965       | 76,25        | 41 896      | 76,12       |  |
| Blancs et nuls | Blancs et nuls      | Blancs et nuls | 490          | 1,17         | 792         | 1,89        |  |
| Exprimés       | Exprimés            | Exprimés       | 41 475       | 98,83        | 41 104      | 98,11       |  |

Le suppléant d'Alban Fagot était Pierre Salazard, exploitant forestier, conseiller général du canton de Pont-en-Royans, adjoint au maire de Rencurel.

### Élections de 1973
| Candidat       | Candidat                | Parti          | Premier tour | Premier tour | Second tour | Second tour |  |
| Candidat       | Candidat                | Parti          | Voix         | %            | Voix        | %           |  |
| -------------- | ----------------------- | -------------- | ------------ | ------------ | ----------- | ----------- |  |
|                | Alban Fagot sortant     | UDR (URP)      | 15 327       | 33,4         | 23 038      | 48,31       |  |
|                | Jacques-Antoine Gau élu | PS (UGSD)      | 10 884       | 23,72        | 24 654      | 51,69       |  |
|                | Raymond Perinetti       | PCF            | 8 912        | 19,42        | Retrait     | Retrait     |  |
|                | A. de Galbert           | CD (MR)        | 6 683        | 14,56        | Retrait     | Retrait     |  |
|                | Yves Graillat           | CNIP           | 2 082        | 4,54         |             |             |  |
|                | Georges Quézel-Ambrunaz | PSU            | 1 998        | 4,35         |             |             |  |
|                |                         |                |              |              |             |             |  |
| Inscrits       | Inscrits                | Inscrits       | 59 399       | 100,00       | 59 399      | 100,00      |  |
| Abstentions    | Abstentions             | Abstentions    | 12 632       | 21,27        | 10 627      | 17,89       |  |
| Votants        | Votants                 | Votants        | 46 767       | 78,73        | 48 772      | 82,11       |  |
| Blancs et nuls | Blancs et nuls          | Blancs et nuls | 881          | 1,88         | 1 080       | 2,21        |  |
| Exprimés       | Exprimés                | Exprimés       | 45 886       | 98,12        | 47 692      | 97,79       |  |

Le suppléant de Jacques-Antoine Gau était Jean-Baptiste Glorieux, professeur agrégé, maire de Voiron.

### Élections de 1978
| Candidat       | Candidat                          | Parti          | Premier tour | Premier tour | Second tour | Second tour |  |
| Candidat       | Candidat                          | Parti          | Voix         | %            | Voix        | %           |  |
| -------------- | --------------------------------- | -------------- | ------------ | ------------ | ----------- | ----------- |  |
|                | Jacques-Antoine Gau sortant réélu | PS             | 17 353       | 30,28        | 31 938      | 53,53       |  |
|                | Michel Hannoun                    | RPR            | 17 068       | 29,78        | 27 731      | 46,47       |  |
|                | Robert Veyret                     | PCF            | 11 090       | 19,35        | Retrait     | Retrait     |  |
|                | Michel David                      | CNIP           | 6 380        | 11,13        |             |             |  |
|                | René Commandeur                   | Écologie 78    | 3 458        | 6,03         |             |             |  |
|                | Roland Calmel                     | LO             | 926          | 1,62         |             |             |  |
|                | Jean-Claude Eyssard               | UGP            | 783          | 1,37         |             |             |  |
|                | Michel Ferroux                    | Divers droite  | 249          | 0,43         |             |             |  |
|                |                                   |                |              |              |             |             |  |
| Inscrits       | Inscrits                          | Inscrits       | 70 862       | 100,00       | 70 861      | 100,00      |  |
| Abstentions    | Abstentions                       | Abstentions    | 12 583       | 17,76        | 10 059      | 14,2        |  |
| Votants        | Votants                           | Votants        | 58 279       | 82,24        | 60 802      | 85,8        |  |
| Blancs et nuls | Blancs et nuls                    | Blancs et nuls | 972          | 1,67         | 1 133       | 1,86        |  |
| Exprimés       | Exprimés                          | Exprimés       | 57 307       | 98,33        | 59 669      | 98,14       |  |

Le suppléant de Jacques-Antoine Gau était Yves Pillet, professeur, conseiller général, maire de Pont-en-Royans.

### Élections de 1981
| Candidat       | Candidat           | Parti             | Premier tour | Premier tour | Second tour | Second tour |  |
| Candidat       | Candidat           | Parti             | Voix         | %            | Voix        | %           |  |
| -------------- | ------------------ | ----------------- | ------------ | ------------ | ----------- | ----------- |  |
|                | Gisèle Halimi élue | app. PS           | 16 625       | 33,22        | 29 759      | 53,05       |  |
|                | Michel Hannoun     | RPR (UNM)         | 14 036       | 28,05        | 26 338      | 46,95       |  |
|                | Robert Veyret      | PCF               | 9 473        | 18,93        | Retrait     | Retrait     |  |
|                | Jacques Rodet      | UDF (CDS)         | 7 721        | 15,43        |             |             |  |
|                | René Commandeur    | Divers écologiste | 1 542        | 3,08         |             |             |  |
|                | Vincent Comparat   | PSU               | 651          | 1,30         |             |             |  |
|                |                    |                   |              |              |             |             |  |
| Inscrits       | Inscrits           | Inscrits          | 75 474       | 100,00       | 75 474      | 100,00      |  |
| Abstentions    | Abstentions        | Abstentions       | 24 604       | 32,6         | 17 844      | 23,64       |  |
| Votants        | Votants            | Votants           | 50 870       | 67,4         | 57 630      | 76,36       |  |
| Blancs et nuls | Blancs et nuls     | Blancs et nuls    | 822          | 1,62         | 1 533       | 2,66        |  |
| Exprimés       | Exprimés           | Exprimés          | 50 048       | 98,38        | 56 097      | 97,34       |  |

Le suppléant de Gisèle Halimi était Maurice Rival, qui lui succède le 10 septembre 1984 lorsque Gisèle Halimi est nommée parlementaire en mission.

### Élections de 1988
| Candidat       | Candidat           | Parti          | Premier tour | Premier tour | Second tour | Second tour |  |
| Candidat       | Candidat           | Parti          | Voix         | %            | Voix        | %           |  |
| -------------- | ------------------ | -------------- | ------------ | ------------ | ----------- | ----------- |  |
|                | Didier Migaud élu  | PS             | 15 058       | 35,32        | 25 315      | 54,32       |  |
|                | Jean-Guy Cupillard | RPR (URC)      | 14 941       | 35,05        | 21 387      | 45,68       |  |
|                | Michel Couëtoux    | PCF            | 3 126        | 13,01        |             |             |  |
|                | Jackie Machu       | FN             | 3 874        | 9,09         |             |             |  |
|                | Maurice Puissat    | diss. PS       | 2 533        | 5,94         |             |             |  |
|                |                    |                |              |              |             |             |  |
| Inscrits       | Inscrits           | Inscrits       | 68 074       | 100,00       | 68 063      | 100,00      |  |
| Abstentions    | Abstentions        | Abstentions    | 24 755       | 36,36        | 20 491      | 30,11       |  |
| Votants        | Votants            | Votants        | 43 319       | 63,64        | 47 572      | 69,89       |  |
| Blancs et nuls | Blancs et nuls     | Blancs et nuls | 687          | 1,59         | 970         | 2,04        |  |
| Exprimés       | Exprimés           | Exprimés       | 42 632       | 98,41        | 46 602      | 97,96       |  |

Le suppléant de Didier Migaud était Charles Galvin, Président de la Société d'économie montagnarde, agriculteur à La Mure.

### Élections de 1993
| Candidat       | Candidat                    | Parti          | Premier tour | Premier tour | Second tour | Second tour |  |
| Candidat       | Candidat                    | Parti          | Voix         | %            | Voix        | %           |  |
| -------------- | --------------------------- | -------------- | ------------ | ------------ | ----------- | ----------- |  |
|                | Jean-Guy Cupillard          | RPR (UPF)      | 16 266       | 35,04        | 22 618      | 47,55       |  |
|                | Didier Migaud sortant réélu | PS (ADFP)      | 11 888       | 25,61        | 24 950      | 52,45       |  |
|                | Brunodeonfils               | FN             | 5 710        | 12,3         |             |             |  |
|                | Gérard Leras                | Les Verts (EÉ) | 4 575        | 9,86         |             |             |  |
|                | Michel Blonde               | PCF            | 3 866        | 8,33         |             |             |  |
|                | Gérard Cardin               | MDD            | 1 860        | 4,01         |             |             |  |
|                | Sophie Amengual             | LT-LNÉ         | 1 232        | 2,65         |             |             |  |
|                | Roland Bégot                | LO             | 1 020        | 2,2          |             |             |  |
|                |                             |                |              |              |             |             |  |
| Inscrits       | Inscrits                    | Inscrits       | 71 811       | 100,00       | 71 799      | 100,00      |  |
| Abstentions    | Abstentions                 | Abstentions    | 23 016       | 32,05        | 21 508      | 29,96       |  |
| Votants        | Votants                     | Votants        | 48 795       | 67,95        | 50 291      | 70,04       |  |
| Blancs et nuls | Blancs et nuls              | Blancs et nuls | 2 378        | 4,87         | 2 723       | 5,41        |  |
| Exprimés       | Exprimés                    | Exprimés       | 46 417       | 95,13        | 47 568      | 94,59       |  |

Le suppléant de Didier Migaud était Charles Galvin.

### Élections de 1997
| Candidat       | Candidat                    | Parti          | Premier tour | Premier tour | Second tour | Second tour |  |
| Candidat       | Candidat                    | Parti          | Voix         | %            | Voix        | %           |  |
| -------------- | --------------------------- | -------------- | ------------ | ------------ | ----------- | ----------- |  |
|                | Didier Migaud sortant réélu | PS             | 18 312       | 40,27        | 29 630      | 62,98       |  |
|                | Gérard Cardin               | MDR            | 9 100        | 20,01        | 17 417      | 37,02       |  |
|                | Béatrice Vellieux           | FN             | 6 865        | 15,1         |             |             |  |
|                | Michel Blonde               | PCF            | 3 885        | 8,54         |             |             |  |
|                | Gérard Leras                | Les Verts      | 1 630        | 3,58         |             |             |  |
|                | Jean-Franc Ruchon           | LDI (MPF)      | 1 541        | 3,39         |             |             |  |
|                | Roland Bégot                | LO             | 1 210        | 2,66         |             |             |  |
|                | Vincent Desclaux            | GÉ             | 788          | 1,73         |             |             |  |
|                | Raoul Velazco               | US4J           | 737          | 1,62         |             |             |  |
|                | Gilberte Billerey           | LT-LNÉ         | 553          | 1,22         |             |             |  |
|                | Jean-Alexis Chatelard       | Divers         | 375          | 0,82         |             |             |  |
|                | Pierre Vair                 | Divers         | 369          | 0,81         |             |             |  |
|                | Josiane Veyrat              | PLN            | 107          | 0,24         |             |             |  |
|                |                             |                |              |              |             |             |  |
| Inscrits       | Inscrits                    | Inscrits       | 73 341       | 100,00       | 73 341      | 100,00      |  |
| Abstentions    | Abstentions                 | Abstentions    | 25 782       | 35,15        | 23 564      | 32,13       |  |
| Votants        | Votants                     | Votants        | 47 559       | 64,85        | 49 777      | 67,87       |  |
| Blancs et nuls | Blancs et nuls              | Blancs et nuls | 2 087        | 4,39         | 2 730       | 5,48        |  |
| Exprimés       | Exprimés                    | Exprimés       | 45 472       | 95,61        | 47 047      | 94,52       |  |

Le suppléant de Didier Migaud était Charles Galvin, élu conseiller général du canton de La Mure en 1998.

### Élections de 2002
| Candidat       | Candidat                    | Parti            | Premier tour | Premier tour | Second tour | Second tour |  |
| Candidat       | Candidat                    | Parti            | Voix         | %            | Voix        | %           |  |
| -------------- | --------------------------- | ---------------- | ------------ | ------------ | ----------- | ----------- |  |
|                | Didier Migaud sortant réélu | PS               | 22 631       | 44,51        | 27 983      | 60,89       |  |
|                | François Gilabert           | UMP              | 9 704        | 19,09        | 17 974      | 39,11       |  |
|                | Bertrand Lachat             | UDF              | 6 701        | 13,18        |             |             |  |
|                | Monique Planche             | FN               | 5 193        | 10,21        |             |             |  |
|                | Francine Valeyre            | PCF              | 1 529        | 3,01         |             |             |  |
|                | Joëlle Diot                 | Les Verts        | 1 387        | 2,73         |             |             |  |
|                | Serge Rejneri               | Pôle républicain | 729          | 1,43         |             |             |  |
|                | Arlette Tardy               | LCR              | 664          | 1,31         |             |             |  |
|                | Maria Garcia                | CPNT             | 508          | 1            |             |             |  |
|                | Christiane Bettoglia        | LT-LNÉ           | 472          | 0,93         |             |             |  |
|                | Béatrice Vellieux           | MNR              | 451          | 0,89         |             |             |  |
|                | Roland Bégot                | LO               | 402          | 0,79         |             |             |  |
|                | Pascal Bufo                 | Divers gauche    | 280          | 0,55         |             |             |  |
|                | Noël Girard                 | ND               | 189          | 0,37         |             |             |  |
|                |                             |                  |              |              |             |             |  |
| Inscrits       | Inscrits                    | Inscrits         | 77 881       | 100,00       | 77 867      | 100,00      |  |
| Abstentions    | Abstentions                 | Abstentions      | 26 362       | 33,85        | 30 768      | 39,51       |  |
| Votants        | Votants                     | Votants          | 51 519       | 66,15        | 47 099      | 60,49       |  |
| Blancs et nuls | Blancs et nuls              | Blancs et nuls   | 679          | 1,32         | 1 142       | 2,42        |  |
| Exprimés       | Exprimés                    | Exprimés         | 50 840       | 98,68        | 45 957      | 97,58       |  |

Le suppléant de Didier Migaud était Charles Galvin.

### Élections de 2007
| Candidat       | Candidat                    | Parti                      | Premier tour | Premier tour | Second tour | Second tour |  |
| Candidat       | Candidat                    | Parti                      | Voix         | %            | Voix        | %           |  |
| -------------- | --------------------------- | -------------------------- | ------------ | ------------ | ----------- | ----------- |  |
|                | Didier Migaud sortant réélu | PS                         | 23 751       | 46,58        | 31 725      | 62,76       |  |
|                | Yann Casavecchia            | Divers droite (Maj. prés.) | 16 165       | 31,7         | 18 825      | 37,24       |  |
|                | René Robert                 | UDF–MoDem                  | 3 041        | 5,96         |             |             |  |
|                | Vincent Fristot             | Les Verts                  | 1 882        | 3,69         |             |             |  |
|                | Marie-Agnès Vouriot         | FN                         | 1 721        | 3,38         |             |             |  |
|                | Arlette Tardy               | LCR                        | 1 075        | 2,11         |             |             |  |
|                | Julien Martin               | PCF                        | 1 068        | 2,09         |             |             |  |
|                | Marie-Cécile Vincent        | MPF                        | 928          | 1,82         |             |             |  |
|                | Jean-Pierre Halimi          | LT-LNÉ                     | 554          | 1,09         |             |             |  |
|                | Aude Blanchard              | Divers                     | 312          | 0,61         |             |             |  |
|                | Brigitte Bellotti           | MNR                        | 251          | 0,49         |             |             |  |
|                | Roland Bégot                | LO                         | 243          | 0,48         |             |             |  |
|                | Jean-Pierre Poingt          | Divers                     | 0            | 0            |             |             |  |
|                |                             |                            |              |              |             |             |  |
| Inscrits       | Inscrits                    | Inscrits                   | 85 431       | 100,00       | 85 425      | 100,00      |  |
| Abstentions    | Abstentions                 | Abstentions                | 33 883       | 39,66        | 33 952      | 39,74       |  |
| Votants        | Votants                     | Votants                    | 51 548       | 60,34        | 51 473      | 60,26       |  |
| Blancs et nuls | Blancs et nuls              | Blancs et nuls             | 557          | 1,08         | 923         | 1,79        |  |
| Exprimés       | Exprimés                    | Exprimés                   | 50 991       | 98,92        | 50 550      | 98,21       |  |

### Élection partielle de 2010
À la suite de la nomination de Didier Migaud au poste de premier président de la Cour des comptes, une élection législative partielle est organisée les dimanches 30 mai et 6 juin 2010.
| Candidat       | Candidat                    | Parti          | Premier tour | Premier tour | Second tour | Second tour |  |
| Candidat       | Candidat                    | Parti          | Voix         | %            | Voix        | %           |  |
| -------------- | --------------------------- | -------------- | ------------ | ------------ | ----------- | ----------- |  |
|                | Marie-Noëlle Battistel élue | PS             | 9 987        | 39,31        | 15 311      | 58,38       |  |
|                | Fabrice Marchiol            | UMP            | 8 364        | 32,93        | 10 916      | 41,62       |  |
|                | Anne Parlange               | EÉLV           | 3 208        | 12,63        |             |             |  |
|                | Mireille d'Ornano           | FN             | 1 881        | 7,40         |             |             |  |
|                | Laurent Jadeau              | FG (PCF)       | 1 730        | 6,81         |             |             |  |
|                | Arnaud Walther              | PLD (AC)       | 233          | 0,92         |             |             |  |
|                |                             |                |              |              |             |             |  |
| Inscrits       | Inscrits                    | Inscrits       | 86 287       | 100,00       | 86 291      | 100,00      |  |
| Abstentions    | Abstentions                 | Abstentions    | 60 527       | 70,15        | 59 427      | 68,87       |  |
| Votants        | Votants                     | Votants        | 25 760       | 29,85        | 26 864      | 31,13       |  |
| Blancs et nuls | Blancs et nuls              | Blancs et nuls | 357          | 1,39         | 637         | 2,37        |  |
| Exprimés       | Exprimés                    | Exprimés       | 25 403       | 98,61        | 26 227      | 97,63       |  |

### Élections de 2012
| Candidat       | Candidat                               | Parti          | Premier tour | Premier tour | Second tour | Second tour |  |
| Candidat       | Candidat                               | Parti          | Voix         | %            | Voix        | %           |  |
| -------------- | -------------------------------------- | -------------- | ------------ | ------------ | ----------- | ----------- |  |
|                | Marie-Noëlle Battistel sortante réélue | PS (MRC)       | 21 504       | 41,96        | 28 159      | 57,93       |  |
|                | Cécilia Durieu                         | UMP            | 14 791       | 28,86        | 20 446      | 42,07       |  |
|                | Jeannine Latreille                     | RBM (FN)       | 6 713        | 13,10        |             |             |  |
|                | Laurent Jadeau                         | FG (PCF) (PG)  | 3 328        | 6,49         |             |             |  |
|                | Anne Parlange                          | EÉLV           | 2 943        | 5,74         |             |             |  |
|                | Olivier Courade                        | DLR            | 580          | 1,13         |             |             |  |
|                | Olivier Dodinot                        | Cap21          | 353          | 0,69         |             |             |  |
|                | Clément Chassaing                      | AÉI            | 346          | 0,68         |             |             |  |
|                | Philippe Bazatole                      | DR             | 244          | 0,48         |             |             |  |
|                | Yvon Sellier                           | NPA            | 239          | 0,47         |             |             |  |
|                | Jean-Alain Ziegler                     | LO             | 212          | 0,41         |             |             |  |
|                |                                        |                |              |              |             |             |  |
| Inscrits       | Inscrits                               | Inscrits       | 87 911       | 100,00       | 87 944      | 100,00      |  |
| Abstentions    | Abstentions                            | Abstentions    | 36 149       | 41,12        | 38 279      | 43,53       |  |
| Votants        | Votants                                | Votants        | 51 762       | 58,88        | 49 665      | 56,47       |  |
| Blancs et nuls | Blancs et nuls                         | Blancs et nuls | 509          | 0,98         | 1 060       | 2,13        |  |
| Exprimés       | Exprimés                               | Exprimés       | 51 253       | 99,02        | 48 605      | 97,87       |  |

### Élections de 2017
| Candidat           | Candidat                    | Parti       | Premier tour | Premier tour | Second tour | Second tour |
| Candidat           | Candidat                    | Parti       | Voix         | %            | Voix        | %           |
| ------------------ | --------------------------- | ----------- | ------------ | ------------ | ----------- | ----------- |
|                    | Fabrice Hugelé              | REM         | 14 754       | 33,33        | 15 970      | 45,99       |
|                    | Marie-Noëlle Battistel*     | PS          | 8 552        | 19,32        | 18 755      | 54,01       |
|                    | Sandrine Martin-Grand       | LR          | 6 187        | 13,98        |             |             |
|                    | Sandrine Pimont             | FN          | 5 349        | 12,08        |             |             |
|                    | Laurent Viallard            | FI          | 4 887        | 11,04        |             |             |
|                    | Henry Tidy                  | EELV        | 2 055        | 4,64         |             |             |
|                    | Myriam Martin               | PCF         | 909          | 2,05         |             |             |
|                    | Sarah Seys                  | DLF         | 647          | 1,46         |             |             |
|                    | Françoise Colinet           | UPR         | 351          | 0,79         |             |             |
|                    | Jean-Alain Ziegler          | LO          | 281          | 0,63         |             |             |
|                    | Jacqueline Niccolini-Darmet | PCD         | 194          | 0,44         |             |             |
|                    | Yves Gerin-Mombrun          | POI         | 104          | 0,23         |             |             |
|                    | Bernard Augier              | DIV         | 0            | 0,00         |             |             |
|                    |                             |             |              |              |             |             |
| Inscrits           | Inscrits                    | Inscrits    | 89 773       | 100,00       | 89 757      | 100,00      |
| Abstentions        | Abstentions                 | Abstentions | 44 837       | 49,94        | 51 523      | 57,40       |
| Votants            | Votants                     | Votants     | 44 936       | 50,06        | 38 234      | 42,60       |
| Blancs             | Blancs                      | Blancs      | 487          | 1,08         | 2 401       | 6,28        |
| Nuls               | Nuls                        | Nuls        | 179          | 0,40         | 1 108       | 2,90        |
| Exprimés           | Exprimés                    | Exprimés    | 44 270       | 98,52        | 34 725      | 90,82       |
| * députée sortante |                             |             |              |              |             |             |

### Élections de 2022
| Résultats des élections législatives des 12 et 19 juin 2022 de la 4e circonscription de l'Isère |                          |                          |                          |              |              |             |             |
| Candidat                                                                                        | Candidat                 | Parti et coalition       | Nuance                   | Premier tour | Premier tour | Second tour | Second tour |
| Candidat                                                                                        | Candidat                 | Parti et coalition       | Nuance                   | Voix         | %            | Voix        | %           |
|                                                                                                 | Marie-Noëlle Battistel   | PS (NUPES)               | NUP                      | 19 437       | 42,22        | 24 016      | 58,06       |
|                                                                                                 | Fanny Lacroix            | LREM (ENS)               | ENS                      | 10 697       | 23,24        | 17 350      | 41,94       |
|                                                                                                 | Olivier Guyot            | RN                       | RN                       | 7 618        | 16,55        |             |             |
|                                                                                                 | Michael Kraemer          | UDI                      | DVD                      | 3 391        | 7,37         |             |             |
|                                                                                                 | Isabelle Olivier         | REC                      | REC                      | 1 922        | 4,17         |             |             |
|                                                                                                 | Josiane Hirel            | MHAN (TUPLV)             | ECO                      | 1 694        | 3,68         |             |             |
|                                                                                                 | Quentin Jeulin           | LP (UPF)                 | DSV                      | 691          | 1,50         |             |             |
|                                                                                                 | Jean-Alain Ziegler       | LO                       | DXG                      | 356          | 0,77         |             |             |
|                                                                                                 | Yves Gerin-Mombrun       | POID                     | DXG                      | 231          | 0,50         |             |             |
| Votes valides                                                                                   | Votes valides            | Votes valides            | Votes valides            | 46 037       | 98,57        | 41 366      | 93.96       |
| Votes blancs                                                                                    | Votes blancs             | Votes blancs             | Votes blancs             | 507          | 1,09         | 1945        | 4.42        |
| Votes nuls                                                                                      | Votes nuls               | Votes nuls               | Votes nuls               | 161          | 0,34         | 715         | 1.62        |
| Total                                                                                           | Total                    | Total                    | Total                    | 46 705       | 100          | 44 026      | 100         |
| Abstention                                                                                      | Abstention               | Abstention               | Abstention               | 45 169       | 49,16        | 47 868      | 52.09       |
| Inscrits / participation                                                                        | Inscrits / participation | Inscrits / participation | Inscrits / participation | 91 874       | 50,84        | 91 894      | 47.91       |

### Élections de 2024
| Candidat                 | Candidat                      | Parti et coalition       | Nuances                  | Premier tour | Premier tour | Second tour | Second tour |
| Candidat                 | Candidat                      | Parti et coalition       | Nuances                  | Voix         | %            | Voix        | %           |
| ------------------------ | ----------------------------- | ------------------------ | ------------------------ | ------------ | ------------ | ----------- | ----------- |
|                          | Marie-Noëlle Battistel réélue | PS (NFP)                 | UG                       | 27 548       | 42,52        | 37 148      | 59,92       |
|                          | Anne-Marie Malandrino         | RAD (RN)                 | UXD                      | 20 812       | 32,12        | 24 849      | 40,08       |
|                          | Evelyne De Caro               | MoDem (ENS)              | ENS                      | 7 751        | 11,96        |             |             |
|                          | Alexandra Veyret              | LR                       | LR                       | 7 219        | 11,14        |             |             |
|                          | David Babut                   | REC                      | REC                      | 838          | 1,29         |             |             |
|                          | Jean-Alain Ziegler            | LO                       | EXG                      | 619          | 0,96         |             |             |
|                          |                               |                          |                          |              |              |             |             |
| Votes valides            | Votes valides                 | Votes valides            | Votes valides            | 64 787       | 97,84        | 61 997      | 93,72       |
| Votes blancs             | Votes blancs                  | Votes blancs             | Votes blancs             | 1 100        | 1,66         | 3 358       | 5,08        |
| Votes nuls               | Votes nuls                    | Votes nuls               | Votes nuls               | 329          | 0,50         | 799         | 1,21        |
| Total                    | Total                         | Total                    | Total                    | 66 216       | 100          | 66 154      | 100         |
| Abstention               | Abstention                    | Abstention               | Abstention               | 26 385       | 28,49        | 26 459      | 28,57       |
| Inscrits / participation | Inscrits / participation      | Inscrits / participation | Inscrits / participation | 92 601       | 71,51        | 92 613      | 71,43       |

#### Département de l'Isère
- La fiche de l'INSEE de cette circonscription : « Tableaux et Analyses de la quatrième circonscription de l'Isère », sur insee.fr, site de l'Institut national de la statistique et des études économiques (consulté le 10 juin 2007) [PDF]

- « Tous les députés du département de l'Isère depuis 1789 », sur assemblee-nationale.fr, site de l'Assemblée nationale française (consulté le 10 juin 2007)

- « Informations contentieuses sur le département de l'Isère (Élections législatives de 2002) »(Archive.org • Wikiwix • Archive.is • Google • Que faire ?), sur conseil-constitutionnel.fr, site du Conseil constitutionnel (consulté le 13 juin 2007)

#### Circonscriptions en France
- « Carte des circonscriptions législatives en France », sur assemblee-nationale.fr, site de l'Assemblée nationale française (consulté le 10 juin 2007)

- « Résultats électoraux officiels en France »(Archive.org • Wikiwix • Archive.is • Google • Que faire ?), sur interieur.gouv.fr, site du ministère de l'Intérieur (France) (consulté le 13 juin 2007)

- Description et Atlas des circonscriptions électorales de France sur http://www.atlaspol.com, Atlaspol, site de cartographie géopolitique, consulté le 13 juin 2007.